# مسرع ويب
مسرع الويب هو خادم وكيل يسرع تصفح الويب ويقلل من زمن الوصول لمواقع الويب. وقد تكون آلة حاسوب أو برامج قابلة للتحميل.